# د رسنول (دهانه)
د رسنول یک دهانه برخوردی در ماه‌ است.